# Rina Fort
Caterina Fort, detta Rina (Santa Lucia di Budoia, 28 giugno 1915 – Firenze, 2 marzo 1988), è stata una criminale italiana, protagonista di un noto delitto nell'Italia del secondo dopoguerra.
Giudicata colpevole di omicidio per l'uccisione, avvenuta il 29 novembre 1946, della moglie dell'amante e dei loro figli, Caterina Fort venne condannata all'ergastolo e poi graziata dal Presidente della Repubblica nel 1975, dopo aver scontato quasi trent'anni di carcere.
Le vittime dell'omicidio furono Franca Pappalardo, di 40 anni, Giovanni Ricciardi di 7 anni, Giuseppina Ricciardi di 5 anni, Antonio Ricciardi di 10 mesi. I giornali dell'epoca la soprannominarono "la Belva di via San Gregorio".

## Biografia
Rina Fort ebbe una vita travagliata, costellata da lutti e tragedie: il padre morì durante un'escursione in montagna nel tentativo di aiutarla a superare un passaggio difficile; il suo fidanzato morì di tubercolosi poco prima del matrimonio; poi si scoprì affetta da una precoce sterilità. A 22 anni si sposò con un compaesano, Giuseppe Benedet, che già il giorno delle nozze diede segni di squilibrio destinati a degenerare in pazzia, al punto di dover essere ricoverato in manicomio. Ottenuta la separazione e ripreso il cognome da nubile, Rina Fort si trasferì a Milano presso la sorella. Nel 1945 conobbe Giuseppe Ricciardi, un siciliano proprietario di un negozio di tessuti in via Tenca, divenendone prima compagna di lavoro come commessa, poi amante, senza tuttavia essere a conoscenza — così dichiarò — del fatto che fosse già sposato.
Giuseppe aveva moglie e tre figli a Catania, ma la sua storia con la Fort proseguì tranquillamente, finché amici di famiglia non riferirono alla moglie Franca voci preoccupanti sul tradimento del marito. Il Ricciardi pare avesse l'abitudine di presentare la Fort come la propria moglie a colleghi e amici. Così nell'ottobre del 1946 Franca Ricciardi decise di raggiungere con i figli il marito a Milano.
Rina Fort fu licenziata e trovò lavoro come commessa nella pasticceria di un amico, continuando a frequentare Giuseppe Ricciardi. Però, con l'arrivo della moglie e dei figli di Ricciardi, la loro relazione era ormai compromessa e Franca Ricciardi aveva fatto chiaramente capire a Rina Fort che doveva definitivamente rinunciare al suo uomo: pare che la donna le avesse rivelato di essere incinta per la quarta volta, suscitando ulteriore frustrazione nella rivale.

### Il delitto
Il 29 novembre 1946 Rina Fort si vendicò sulla moglie del suo amante e sui suoi tre bambini, uccidendoli. La stessa Rina Fort ricostruì la dinamica del delitto nella sua unica dettagliata confessione, resa nella questura di Milano una settimana circa dopo l'omicidio, dopo giorni di estenuanti interrogatori:

### Le indagini
Il delitto venne scoperto la mattina dopo, dalla nuova commessa di Ricciardi, Pina Somaschini, che s'era recata in via San Gregorio per farsi dare dalla signora Pappalardo le chiavi del negozio. Le vittime giacevano riverse in una pozza di sangue, materia cerebrale e tracce di vomito: la signora Pappalardo e il figlio maggiore nell'ingresso dell'appartamento, i due bambini più piccoli in cucina. La portiera dello stabile disse di aver chiuso il cancello alle 21 in punto come tutte le sere, ma mancava la serratura che era in riparazione e chiunque sarebbe potuto entrare senza difficoltà.
L'indagine fu affidata al famoso commissario Nardone. Per la polizia l'omicida era un conoscente della Pappalardo, perché la donna lo aveva accolto in casa e gli aveva offerto anche un liquore. Gli assassini avrebbero potuto anche essere due, dato che i bicchierini sporchi — su uno dei quali furono rinvenute tracce di rossetto — erano in totale tre. Pare mancassero alcuni pezzi d'argenteria di modesto valore, quasi certamente sottratti per simulare maldestramente una rapina degenerata in omicidio.
Gli inquirenti scartarono quasi subito l'ipotesi della rapina: la famiglia versava in condizioni economiche quantomeno precarie e il negozio di Ricciardi — soprattutto dopo il licenziamento di Rina Fort, che pare avesse talento negli affari — era sempre a un passo dalla chiusura, con numerose cambiali in protesto. Quello di via San Gregorio pareva decisamente un delitto passionale, dato che erano stati uccisi dei bambini che non avrebbero nemmeno potuto testimoniare. La donna aveva lottato prima di essere uccisa e furono trovati tra le sue unghie dei capelli di donna. Inoltre sulla scena del delitto venne trovata stracciata una fotografia dei coniugi Ricciardi il giorno delle nozze.
Giuseppe Ricciardi si trovava a Prato per lavoro; rintracciato e informato dell'accaduto venne interrogato e fece il nome di Rina Fort, sua commessa e amante dal settembre del 1945. La polizia la cercò a casa sua in via Mauro Macchi 89, poi nella pasticceria dove lavorava in via Settala 43. Fu arrestata mentre serviva i clienti scherzando e raccontando aneddoti, e trasportata in questura.
L'interrogatorio cominciò il 30 novembre 1946 nel pomeriggio, a meno di 24 ore dal pluriomicidio. Rina Fort ammise di aver lavorato per il Ricciardi, ma negò di essere la sua amante e di sapere dove si trovasse. Negò anche qualsiasi responsabilità del delitto; il 2 dicembre, portata a casa Ricciardi, si mostrò indifferente.
Riaccompagnata in Questura, dopo 17 ore di interrogatorio del commissario dott. Di Serafino, iniziò a cedere. Ammise di essere stata l'amante di Ricciardi, con tanto di fede nuziale, e che la relazione era finita con l'arrivo della moglie. Al suo avvocato difensore denunciò di essere stata malmenata e presa a manganellate durante l'interrogatorio. Sostenne di aver partecipato all'eccidio, ma di non aver toccato i bambini; accusò Ricciardi di essere il mandante del delitto, assieme a un tal non meglio identificato "Carmelo". Aggiunse che, nelle intenzioni dell'ex amante, ella e "Carmelo" avrebbero dovuto inscenare un furto per intimorire Franca Pappalardo, indurla a credere che la vita a Milano fosse troppo pericolosa e spingerla a tornare a Catania; ma, una volta giunti in via San Gregorio, la situazione sarebbe precipitata, anche a causa di una "sigaretta drogata" che il misterioso "Carmelo" le avrebbe offerto.

### Il processo
(Dino Buzzati, Cronache nere.)
Il 10 gennaio 1950 presso la corte d'assise di Milano incominciò il processo contro Rina Fort, accusata di strage. La donna, difesa dall'avvocato Antonio Marsico, presenziò a tutte le udienze, sfoggiando una vistosa sciarpa gialla che le valse il soprannome di "Belva con la sciarpa color canarino". Tra un'udienza e l'altra, rilasciò diverse interviste, dipingendosi come assolutamente estranea a fatti tanto efferati e dichiarando a una cronista: «Lei crede che io sia così tranquilla se avessi sulla coscienza quei bambini?». Durante il processo non riconobbe tale Zampulla, che aveva additato come il famoso "Carmelo" suo presunto complice.
Giuseppe Ricciardi confermò il suo alibi: era a Prato per lavoro. Negò con toni accorati di aver mai preso parte a qualunque progetto omicida nei confronti della propria famiglia. La sua figura non apparve tuttavia limpida alla Corte, posto che, arrivato sulla scena del delitto, Ricciardi parve più preoccupato di capire quali e quanti oggetti preziosi fossero spariti che non affranto di aver perso i propri cari. A sua volta portato in Questura, si era precipitato, singhiozzando, tra le braccia di Rina Fort gridando «Rina mia!», malgrado la polizia l'avesse informato che la donna era la principale indiziata. Ricciardi si costituì comunque parte civile contro la sua ex amante, atto che gli valse una severa reprimenda da parte del legale del cognato, a sua volta costituitosi parte civile. Il cognato, durante il processo, lo accusò di essere stato un pessimo marito e padre, e di aver maltrattato la moglie. Nel frattempo, Rina Fort fu tradotta dal carcere di San Vittore a quello di Perugia.
Quando — come di rito — al termine del dibattimento, le fu data l'ultima parola, Rina Fort se ne uscì con una sorta di amaro, spregiudicato proclama:
Il 9 aprile 1952 fu condannata all'ergastolo, mentre Zampulla e Ricciardi furono prosciolti da ogni accusa, nonostante i rilievi degli inquirenti sulla scena del delitto presentassero numerose lacune e permanessero dubbi che una donna da sola avesse potuto uccidere con tanta violenza. Il ricorso alla Corte di cassazione, preso in esame il 25 novembre 1953, confermò l'ergastolo.
Rina Fort rifiutò sempre di considerarsi l'unica colpevole della strage. In una lettera al suo avvocato scrisse:
Durante il processo cercò di dimostrare di essere almeno estranea all'uccisione dei tre bambini, ma non fu creduta. Nella sua arringa, l'avvocato di parte civile Armando Radice pronunciò parole di grande impatto:

### La pena
Rina Fort scontò la pena nel carcere di Perugia fino al 1960, quando per motivi di salute venne trasferita nel carcere di Trani, che godeva di condizioni climatiche più favorevoli. Passò poi nel carcere delle Murate a Firenze.
Chiese e ottenne il perdono della famiglia Pappalardo. Il 12 settembre 1975 beneficiò della grazia dal Presidente della Repubblica Giovanni Leone. Nello stesso anno morì Giuseppe Ricciardi, il suo ex amante, che nel frattempo s'era risposato e aveva avuto un altro figlio.
Dal 1975 riprese il cognome Benedet dell'ex marito Giuseppe, e visse una vita riservata a Firenze, presso una famiglia che l'aveva accolta dopo la scarcerazione, facendosi chiamare anche Rina Furlan, fino alla morte per infarto avvenuta il 2 marzo 1988.

### Il caso Rina Fort nei media dell'epoca
Il processo, a causa dell'efferatezza del crimine, ebbe un seguito di pubblico molto grande. Tra i cronisti di cronaca nera che seguirono tutto il dibattimento in aula ci fu lo scrittore Dino Buzzati, che scrisse una serie di articoli per Il Nuovo Corriere della Sera, nonostante non se la sentisse più di fare il cronista. La vicenda entrò a tal punto nell'immaginario collettivo italiano da alimentare una fitta serie di pubblicazioni destinate a una diffusione popolare, come i fogli volanti per cantastorie.